# The Best of Michael Jackson
Albums de Michael Jackson
One Day in Your Life
(1981)
The Best of Michael Jackson est une compilation de Michael Jackson sortie en 1975.

## Liste des titres
| No  | Titre                                                    | Durée |
| --- | -------------------------------------------------------- | ----- |
| 1.  | Got to Be There                                          |       |
| 2.  | Ain't No Sunshine                                        |       |
| 3.  | My Girl                                                  |       |
| 4.  | Ben                                                      |       |
| 5.  | Greatest Show on Earth                                   |       |
| 6.  | I Wanna Be Where You Are                                 |       |
| 7.  | Happy (« love theme » tiré du film Lady Sings the Blues) |       |
| 8.  | Rockin' Robin                                            |       |
| 9.  | Just a Little Bit of You                                 |       |
| 10. | One Day in Your Life                                     |       |
| 11. | Music and Me                                             |       |
| 12. | In Our Small Way                                         |       |
| 13. | We're Almost There                                       |       |
| 14. | Morning Glow                                             |       |